# Новоселівка (Роздільнянська міська громада)
Новосе́лівка (у минулому — Новосілки, Свина) — село в Україні, у Роздільнянській міській громаді Роздільнянського району Одеської області. Населення становить 176 осіб. Відстань до райцентру становить понад 36 км і проходить автошляхом місцевого значення С161910 та Т 1618. Належить до Бецилівського старостинського округу.

## Історія
В 1887 році в селищі Свина (Новоселівка) Куртівської волості Одеського повіту Херсонської губернії мешкало 212 чоловік та 187 жінок.
У 1896 році в селищі Свина (Новоселівка) Куртівської волості Одеського повіту Херсонської губернії при балці Свина, було 77 дворів, у яких мешкало 455 людей (250 чоловік і 205 жінок). В населеному пункті була корчма.
В 1906 році у селищі Свина Більчанській волості Одеського повіту Херсонській губернії існувала школа граматики, у якій навчалось 27 хлопців та 16 дівчат
Під час Голодомору в Україні 1932—1933 років в селі загинуло 8 чоловік:
- Блакитний Григорій Гаврилович
- Богуш Федір Феодотович
- Ботвич Іван Григорович
- Гранкіна Олександра Григорівна
- Риженко Віктор Євдокимович
- Талпа Григорій Михайлович
- Угрик Феодор Архипович
- Цибулько Віра Гнатівна[6].

Станом на 1 вересня 1946 року село було центром Новосілківської сільської ради, до якої входили: с. Новосілки, с. Поташенкове, х. Білоусівка, х. Веселий, х. Дачний, х. Желепове.
9 червня 1958 р. ліквідовано Новосілківську сільраду з передачею Бецилівській сільраді сіл Желепове і Новосілки, та Єреміївській сільраді — сіл Веселе і Поташенкове.
16 травня 1964 року село Новосілки (Бецилівської сільської ради) перейменоване на село Новоселівка.
На 1 травня 1967 року у Новоселівці знаходився господарський центр колгоспу «Зоря комунізму».
У результаті адміністративно-територіальної реформи село ввійшло до складу Роздільнянської міської територіальної громади та після місцевих виборів у жовтні 2020 року було підпорядковане Роздільнянській міській раді. До того село входило до складу ліквідованої Бецилівської сільради.
За ініціативи місцевої жительки у селі у 2021 році була збудована церква.

## Населення
Згідно з переписом УРСР 1989 року чисельність наявного населення села становила 263 особи, з яких 110 чоловіків та 153 жінки.
За переписом населення України 2001 року в селі мешкало 227 осіб.
| Категорія                            | 2010 | 2011 | 2016 | 2017 | 2018 | 2019 |
| ------------------------------------ | ---- | ---- | ---- | ---- | ---- | ---- |
| кількість дворів                     | 72   | 67   | 72   | 72   | 72   | 72   |
| кількість населення                  | 227  | 230  | 172  | 170  | 176  | 176  |
| в тому числі: дітей дошкільного віку | 18   | 18   | 18   | 20   | 19   | 3    |
| дітей шкільного віку                 | 29   | 28   | 20   | 23   | 21   | 20   |
| громадян пенсійного віку             | 45   | 31   | 32   | 33   | 38   | 42   |

|                      | За 2016 рік | За 2017 рік | За 2018 |
| Кількість померлих   | 4           | 0           | 1       |
| Кількість народжених | 0           | 3           | 3       |

### Мова
Розподіл населення за рідною мовою за даними перепису 2001 року:
| Мова       | Відсоток |
| ---------- | -------- |
| українська | 91,19 %  |
| молдовська | 5,73 %   |
| російська  | 1,76 %   |
| болгарська | 0,88 %   |
| гагаузька  | 0,44 %   |